# Обратный звонок с сайта
Обратный звонок с сайта — современный[когда?] инструмент онлайн-маркетинга для связи посетителя сайта с организацией. Изначально было решением для интернет-магазинов, в дальнейшем стало использоваться многими сайтами коммерческой направленности. Сервис работает на привлечение новых и поддержание лояльности постоянных клиентов, тем самым увеличивая объемы продаж фирмы.

## Принцип работы
Алгоритм технологии основан на анализе ряда статических и динамических факторов, направленных на показ окна с предложением ввести номер телефона в подходящий для клиента момент. Пользователь указывает номер телефона, и через заданный фирмой временной промежуток система сама связывает потенциального покупателя с менеджером отдела продаж. Также некоторые виджеты имеют поля для ввода имени и времени, удобного для разговора. Сервис обратного звонка предполагает возможность провести соединение с абонентом компании таким образом, чтобы его исходящий звонок тарифицировался компанией-оператором как входящий, что позволяет сделать общение бесплатным для клиента.
Технология обратного звонка построена по принципу коммутатора. Соединение абонентов происходит через оператора, осуществляющего исходящий вызов на телефон звонящего, одновременно соединяя его с объектом дозвона — специалистами представительства или компании.
Для установки инструмента необходимо вставить скрипт технологии и в код сайта организации. Для использования системы обратного звонка дополнительное оборудование не требуется.

## Преимущества и недостатки
Главными преимуществами callback-виджетов являются увеличение конверсии сайта, повышение продаж, уменьшение процента отказов и помощь клиентам разобраться в продукте. Данная технология показывает открытость компании и готовность к диалогу с потребителем, стимулирует посетителя сайта оставить свой номер телефона для связи и обеспечивает поток звонков от новых клиентов. К тому же, обратный звонок с сайта позволяет сэкономить потенциальному клиенту время ожидания и повысить лояльность из-за бесплатного соединения. Тем не менее, существуют недостатки данного сервиса. По словам генерального директора Calltouch Евгения Власова, «всплывающие окна сервисов „Обратного звонка“ стали повсеместными и поэтому сами по себе вызывают негатив у пользователей», но при этом такой инструмент «стимулирует посетителя сайта совершить целевое действие», что положительно сказывается на конверсии. Генеральный директор агентства PR Partner Инна Алексеева также отмечает, что бывает «много нерелевантных звонков» от соискателей или случайных людей, которые зашли на сайт и не собирались заказывать никакие услуги. Отмечается и нецелевое использование callback-сервисов менеджерами различных компаний (в целях предложения сотрудничества).